# Uyea (Northmavine)
Uyea è un'isola tidale situata a nord-ovest di Mainland, nelle isole Shetland. Sorge al largo della penisola Northmavine, da cui può essere raggiunta a piedi durante la bassa marea. La quota più alta raggiunta sull'isola è di 70 metri s.l.m., e la sua estensione totale è di 45 ettari.
Vi sono diversi archi naturali sulla sua costa rocciosa, insieme a diversi siti per l'arrampicata su roccia. Tra gli scogli nelle vicinanze vi sono Big Nev, Dorra Stack, Little Nev, Out Shuna Stack, Robert Irvine's Skerry e The Burrier.